# Cantonul Écury-sur-Coole
Cantonul Écury-sur-Coole este un canton din arondismentul Châlons-en-Champagne, departamentul Marne, regiunea Champagne-Ardenne, Franța.

## Comune
| Comune                  | Populație (1999) | Cod poștal | Cod INSEE |
| ----------------------- | ---------------- | ---------- | --------- |
| Athis                   | 758              | 51150      | 51018     |
| Aulnay-sur-Marne        | 214              | 51150      | 51023     |
| Breuvery-sur-Coole      | 200              | 51240      | 51087     |
| Bussy-Lettrée           | 240              | 51320      | 51099     |
| Cernon                  | 120              | 51240      | 51106     |
| Champigneul-Champagne   | 242              | 51150      | 51117     |
| Cheniers                | 73               | 51510      | 51146     |
| Cheppes-la-Prairie      | 177              | 51240      | 51148     |
| Cherville               | 91               | 51150      | 51150     |
| Coupetz                 | 65               | 51240      | 51178     |
| Écury-sur-Coole         | 391              | 51240      | 51227     |
| Faux-Vésigneul          | 232              | 51320      | 51244     |
| Jâlons                  | 552              | 51150      | 51303     |
| Mairy-sur-Marne         | 564              | 51240      | 51339     |
| Matougues               | 644              | 51510      | 51357     |
| Nuisement-sur-Coole     | 270              | 51240      | 51409     |
| Saint-Martin-aux-Champs | 81               | 51240      | 51502     |
| Saint-Pierre            | 234              | 51510      | 51509     |
| Saint-Quentin-sur-Coole | 59               | 51240      | 51512     |
| Sogny-aux-Moulins       | 119              | 51520      | 51538     |
| Soudron                 | 297              | 51320      | 51556     |
| Thibie                  | 277              | 51510      | 51566     |
| Togny-aux-Bœufs         | 161              | 51240      | 51574     |
| Vatry                   | 102              | 51320      | 51595     |
| Villers-le-Château      | 253              | 51510      | 51634     |
| Vitry-la-Ville          | 341              | 51240      | 51648     |